# Adolfína Tačová
Adolfína Tačová, geschiedene Tkačíková (* 19. April 1939 in Petershofen, Landkreis Ratibor) ist eine ehemalige tschechische Turnerin.  Sie gewann in den Mannschaftswettbewerben bei Olympischen Spielen und Weltmeisterschaften vier Silbermedaillen für die Tschechoslowakei.

## Werdegang
Adolfína Tačová war die zweitjüngste von vier Töchtern eines schlesischen Bergmanns und einer Hausfrau. Ihre Eltern meldeten sie nach dem Ende des Zweiten Weltkrieges beim Sokol an, wo sie die Kinderarbeit des Verbandes mit Zeltlagern und Festen kennenlernte, die mit dem Februarumsturz 1948 endete. Tačová war seit ihrer Schulzeit aktive Turnerin. Ab 1954 wurde sie in der Turnabteilung bei Baník Ostrava von Miroslav Kojdecký trainiert, der ihr einziger Heimtrainer blieb. Nach ihrem dritten Platz bei dem tschechoslowakischen Turnmeisterschaften in Bratislava wurde sie 1957 in die tschechoslowakische Nationalmannschaft aufgenommen.
Nach der Matura arbeitete sie in einem Vítkovicer Bauunternehmen als Kalkulatorin. In der ersten Jahreshälfte 1962 heiratete Adolfína Tačová; die Ehe blieb kinderlos, ihren Ehenamen Tkačíková legte sie nach der Scheidung wieder ab. 
1966 zog sie sich eine Achillessehnenruptur zu, die ihre Teilnahme an den Turn-Weltmeisterschaften 1966 in Dortmund verhinderte. Tačová beendete im Jahr darauf ihre leistungssportliche Laufbahn. Von Miroslav Kojdecký erhielt sie das Angebot, bei ihm in Ostrava als Trainerin zu arbeiten und absolvierte ein Studium an der Fakultät für Sportpädagogik und Sportwissenschaft der Karls-Universität.
Zu Beginn der 1980er Jahre ging sie ins Ausland und wurde Trainerin der italienischen Nationalmannschaft der Turnerinnen. Anschließend war sie als internationale Kampfrichterin tätig.
Nach der Samtenen Revolution  engagierte sich Tačová als Sekretär des Mährisch-schlesischen Gaus des Sokol bei der Wiederherstellung des tschechischen Sokol-Verbandes, insbesondere der Rückerlangung des früheren Eigentums. 2006 wurde sie Mitglied des Regionalklubs des Olympioniken. Für ihren Zugang zur Jugend und die Förderung des Sports erhielt Adolfína Tačová 2009 den Preis des Landeshauptmanns des Moravskoslezský kraj. 
Bis 2011 gab sie im Janáček-Konservatorium Ostrava Akrobatikunterricht. 2011 wurde Tačová mit dem Ehrentitel Sportovní legenda Ostravy (Sportlegende von Ostrava) gewürdigt. Sie ist Ehrenpräsidentin des aus der Turnabteilung von Baník Ostrava hervorgegangenen Sokol Moravská Ostrava 1. Den Turnsport betreibt sie auch im hohen Alter noch.

## Sportliche Karriere
Bei den tschechoslowakischen Turnmeisterschaften in Bratislava belegte Adolfína Tačová 1957 hinter Eva Bosáková und Věra Čáslavská den dritten Platz. 1959 gewann sie in Ostrava die nationale Meisterschaft im Achtkampf; zudem wurde Tačová zwischen 1959 und 1962 dreimal tschechoslowakische Meisterin am Pferd.
Ihren ersten internationalen Erfolg hatte Tačová bei den Turn-Weltmeisterschaften 1958 in Moskau, wo sie zusammen mit Eva Bosáková, Věra Čáslavská, Anna Marejková, Matylda Matoušková und Ludmila Švédová mit der Mannschaft hinter den favorisierten Gastgeberinnen die Silbermedaille holte.
Bei den Olympischen Spielen 1960 in Rom gewann sie zusammen mit Eva Bosáková, Věra Čáslavská, Matylda Matoušková-Šínová, Hana Růžičková und Ludmila Švédová die Silbermedaille im Mannschaftswettbewerb hinter der Sowjetunion und vor Rumänien. Im Pferdsprung wurde sie Vierte hinter den sowjetischen Starterinnen Margarita Nikolajewa, Sofja Muratowa und Larissa Latynina.
Zwei Jahre später wurden die Turn-Weltmeisterschaften 1962 in der tschechoslowakischen Hauptstadt Prag ausgetragen. Hier trat sie unter ihrem Ehenamen Adolfína Tkačíková an und gewann zusammen mit Eva Bosáková, Věra Čáslavská, Libuše Cmíralová, Hana Růžičková und Ludmila Švédová hinter der sowjetischen Riege die Silbermedaille in der Mannschaftswertung.
Bei den Olympischen Spielen 1964 in Tokio siegte erneut die sowjetische Riege vor der  Tschechoslowakei, die diesmal in der Besetzung Věra Čáslavská, Márianna Krajčírová, Jána Posnerová, Hana Růžičková, Jaroslava Sedláčková und Adolfína Tkačíková antrat. 